# 线纹舌鳎
线纹舌鳎（学名：Cynoglossus lineolatus）为輻鰭魚綱鰈形目鰨亞目舌鳎科舌鳎属的鱼类，俗名条斑舌鳎。在中国，分布于两广近海，为中国特产鱼类，属于南海沿岸浅海底层鱼，體長可達9.9公分，棲息在底層水域，生活習性不明。该物种的模式产地在香港。